# Regalèssia
La regalèssia o regalíssia (Glycyrrhiza glabra) és una espècie de planta amb flors del gènere Glycyrrhiza dins la família de les fabàcies (Fabaceae). És una planta nativa d'una zona que va des de l'Europa mediterrània central i oriental fins a l'Àsia central i des de l'Àsia occidental fins a Pakistan. Ha estat introduïda a bona part la resta d'Europa, el nord d'Àfrica, Sud-àfrica, el sud-est d'Austràlia i al sud-oest dels Estats Units
Addicionalment pot rebre els noms de regalèssia de garrot, regalèssia vera, regalíssia de bastó, regalíssia de vara, regalíssia de vareta i regalíssia mora. També s'han recollit les variants lingüístiques chocolate del moro, palodul, regalénsia, regalènsia, regalésia, regaléssia, regalèssim, regalís i regalíssia de palo.
A partir de l'arrel o rizoma se n'extreu una substància dolça coneguda col·loquialment com a «pega dolça». L'extracte de regalèssia en forma de barretes negres és el trac a les Balears.

## Distribució i ecologia
La regalèssia prové de l'Europa mediterrània i de l'Àsia Menor i es troba cultivada en molts llocs gràcies a la seva naturalització en zones humides, al costat de rius, barrancs, etc. A la península Ibèrica es pot trobar en zones fluvials d'ambients mediterranis poc plujosos. Sobretot en zones properes al riu Ebre i algunes àrees disperses del sud i l'est de la península.

## Descripció
És una planta herbàcia perenne i vivaç, un geòfit amb rizoma que pot arribar al metre o més d'altura. La tija és estriada i poc ramificada i quasi glabra. El rizoma és llenyós, molt desenvolupat, llargament estolonífer i dolç. Aquests estolons serveixen per a la reproducció asexual (molt activa en aquesta planta). Les fulles es disposen de manera alternada i són compostes, imparipinnades amb folíols oblongs o el·líptics en nombre de 9 a 17. Les flors són petites, hermafrodites, zigomorfes i pentàmeres, de color porpra o blau pàl·lid i s'agrupen en inflorescències en forma de raïm axil·lars, pedunculats. A la base apareixen bràctees lanceolades, membranoses i persistents. Les flors tenen el calze tubulós i pubescent, amb un gran nombre de pèls glandulars a la seva superfície, presenta dos llavis el superior és bífid i l'inferior tripartit amb les dents més llargues que el superior. La corol·la és papilionàcia, amb l'estendard oblong i superant en longitud les ales, la carena és aguda i més curta que les ales. L'androceu està constituït per 10 estams diadelfs, formant dos grups. El gineceu és súper, unilocular i monocarpel·lar. Es desenvolupen de 4 a 5 primordis seminals. El fruit és un llegum oblong (allargat), bonyegut i apiculat que pot arribar als 3 cm de longitud. És un llegum glabre, de contorn irregular, amb 2-5 llavors petites i arronyonades a l'interior.

## Taxonomia
Aquesta espècie va ser publicada per primer cop l'any 1753 al segon volum de l'obra Species Plantarum del botànic suec Carl von Linné (1707-1778).

### Etimologia
El nom Glycyrrhiza prové del grec rhiza que significa arrel, i glykeros amb el significat de dolç, fent referència a aquesta característica de la planta. Glabra indica l'absència de pilositat en el tronc.

### Sinònims
Els següents noms científics són sinònims heterotípics de Glycyrrhiza glabra:
- Glycyrrhiza alalensis X.Y.Li
- Glycyrrhiza alaschanica Grankina
- Glycyrrhiza brachycarpa Boiss.
- Glycyrrhiza echinata Lepech.
- Glycyrrhiza var. asperula Regel & Herder
- Glycyrrhiza var. brachycarpa (Boiss.) Boiss.
- Glycyrrhiza var. caduca X.Y.Li
- Glycyrrhiza var. echinata Regel & Herder
- Glycyrrhiza subsp. glandulifera (Waldst. & Kit.) Ponert
- Glycyrrhiza var. glandulifera (Waldst. & Kit.) Regel & Herder
- Glycyrrhiza var. glandulosa X.Y.Li
- Glycyrrhiza var. hispidula Regel & Herder
- Glycyrrhiza var. laxifoliolata X.Y.Li
- Glycyrrhiza var. pubescens Litv.
- Glycyrrhiza var. violacea (Boiss.) Boiss.
- Glycyrrhiza glandulifera Waldst. & Kit.
- Glycyrrhiza glandulifera var. parviflora Ledeb.
- Glycyrrhiza hirsuta L.
- Glycyrrhiza hirsuta var. echinata Regel & Herder
- Glycyrrhiza hirsuta var. glandulifera Regel & Herder
- Glycyrrhiza laevis Pall.
- Glycyrrhiza michajloviana Grankina & E.V.Kuzmin
- Glycyrrhiza nadezhinae Grankina
- Glycyrrhiza officinalis Lepech.
- Glycyrrhiza pallida Boiss. & Noë
- Glycyrrhiza violacea Boiss.
- Glycyrrhiza vulgaris Gueldenst. ex Ledeb.
- Liquiritia officinalis Moench
- Liquiritia officinarum Medik.

## Farmacologia
De l'arrel d'aquesta planta se n'extreu la "pega dolça", també anomenada "regalèssia", "esperit de broc" o "estrep". Aquest n'és l'ús més conegut.

### Composició química
El seu component principal és la glicirricina, que conté sucres (glicirricina, glucosa i sacarosa), flavonoides (licoflavonol, licoricona, glicerol, glizarina, formononetina, isoliquiritigenina, glabrol i glabrona), saponines, tanins, betacarotens, aminoàcids (asparragina), proteïnes, àcids (salicílic, màlic, betulínic, glicirrètic), sals minerals (calci, crom, cobalt, fòsfor, magnesi potassi, silici i sodi) i vitamines (vitamina C i tiamina).

### Acció farmacològica i usos medicinals
- Aparell digestiu: antiespasmòdic, antiinflamatori i antiàcid: l'arrel d'aquesta planta presenta propietats antiespasmòdiques i antiinflamatòries de la mucosa gàstrica, que ajuda a prevenir o tractar la indigestió, o altres malalties més greus de l'intestí, com la colitis ulcerosa o la malaltia de Crohn.

Es venen uns productes normalitzats de regalèssia sense glicirricina, l'únic component que representa toxicitat per al cos humà. Aquest producte es diu regalèssia DGL (Deglycyrrizinated Licorice). S'ha demostrat que aquests productes poden contrarestar l'acidesa estomacal i neutralitzar-ne l'excés. Aquesta propietat és molt interessant per a aplicar tractaments en aquells casos en què calgui rebaixar l'acció dels àcids estomacals, com l'acidesa gàstrica, l'úlcera gàstrica, esofàgica o les plagues de la boca. El seu ús també alleuja l'estrenyiment. També s'ha comprovat que la ingestió de productes normalitzats amb glicirricina de la regalèssia exerceix una funció protectora del fetge, alliberant-lo d'aquelles substàncies tòxiques que li resulten perjudicials, protegint i revitalitzant-ne les cèl·lules. Aquesta propietat és útil per a tractar malalties del fetge com l'hepatitis B o la cirrosi.
- Aparell respiratori: mal de coll, tos i refredats: a més de les seves propietats bactericides, la regalèssia conté propietats antiinflamatòries i suavitzants de les mucoses respiratòries com els mals de coll, la tos, el pit carregat pel refredat, l'asma, etc.
- Antivíric: la capacitat de la glicirricina per inhibir el creixement dels virus s'ha utilitzat per a combatre una sèrie de malalties de tipus víric: amb malalts de sida s'ha comprovat experimentalment que els pacients portadors del virus als quals se'ls subministra aquest component aconsegueixen endarrerir els símptomes adversos que produeix la malaltia un cop es manifesta. Aquestes propietats podrien ser utilitzades per al tractament del grip.
- Antidepressiu: la regalèssia ajuda a combatre la depressió. Influeix en aquesta propietat la presència de diversos minerals com el calci i el magnesi, la vitamina C i el flavonoide isoliquiritigenina, aquest últim amb propietats estudiades experimentalment per inhibir el creixement de tumors cancerosos, junt amb els betacarotens o l'àcid betulínic.
- Síndrome de cansament crònic: la glicirricina d'aquesta planta té propietats hipertensores que poden resultar indicades per a pujar la pressió arterial i pujar l'ànim d'aquells pacients amb síndrome de cansament crònic o altres tipus de cansament.
- Menopausa: la glicirricina té la propietat de regular els estrògens de la dona. La seva utilització durant el període de la menopausa podria millorar els símptomes adversos que el període ocasiona moltes vegades.
- Tabaquisme: resulta molt adequat llepar un tros de regalèssia quan es té desig de fumar, no sols perquè substitueix l'hàbit reflex de llepar el cigarret sinó perquè aquesta planta conté principis que ajuden a desintoxicar l'organisme i fan que el gust de tabac resulti desagradable.
- Cop de calor: la regalèssia constitueix un bon remei per a baixar la temperatura corporal i és molt útil per a evitar els cops de calor, la deshidratació, etc., en estius molt calorosos. Amb les arrels d'aquesta planta es prepara "aigua de regalèssia", un bon remei per treure la set i mantenir-se fresc.
- Ús extern: les aplicacions de la regalèssia en ús extern empren la capacitat de la planta per inhibir el creixement dels microorganismes, ja siguin virus, bacteris o fongs. Com per exemple el virus de l'herpes, els fongs, psoriasis o infeccions de la vagina.[9] També ajuda a conservar el cabell en inhibir l'hormona dehidrotestosterona, que disminueix les secrecions greixoses del cabell.

### Toxicitat
La glicirricina conté propietats mineralcorticoides i glucocorticoides. El seu ús prolongat produeix efectes negatius a l'organisme amb augment de la pressió sanguínia (hipertensió arterial), augment del sodi i retenció d'aigua. Es produeix una pèrdua anormal de potassi, que condueix a una hipocalèmia.
Moltes de les intoxicacions es produeixen d'una manera involuntària amb l'ús habitual d'aquesta planta en caramels. Altres causants de les intoxicacions és beure quantitats grans de begudes que continguin regalèssia, fumar tabac tractat amb aquesta planta, etc.
Algun estudi també ha comprovat que el consum perllongat pot provocar una disminució de la testosterona i una inhibició del desig sexual.
Alguns dels símptomes d'intoxicació són mal de cap per augment de pressió, edemes sobretot a la cara i als turmells, sensació d'extremitats ardents, debilitat, rampes, orina de color fosc, amenorrea, arrítmia, etc.

### Contraindicacions
No es pot utilitzar en casos de diabetis de tipus II, en pacients amb hipertensió arterial, en aquells que tenen poc de potassi en sang, en malalts d'hepatitis i durant l'embaràs.
El seu consum no està recomanat si s'estan prenent altres medicaments com els que se subministren per augmentar la pressió arterial.
D'altra banda, hi ha nombrosos exemples documentats que indiquen que la ingestió de regalèssia produeix símptomes d'hiperaldosteronisme primari, tals com la retenció d'aigua i sodi, i hipocalèmia. En conseqüència, els individus amb algun trastorn cardiovascular haurien d'evitar-ne la ingestió. Se sap que la hipocalèmia agreuja la intolerància a la glucosa i, per tant, la ingestió de regalèssia pot interferir en qualsevol tractament hipoglucèmic. També pot interferir en tractaments hormonals, per l'activitat antiestrogenia i estrogènica que té.

## Alimentació

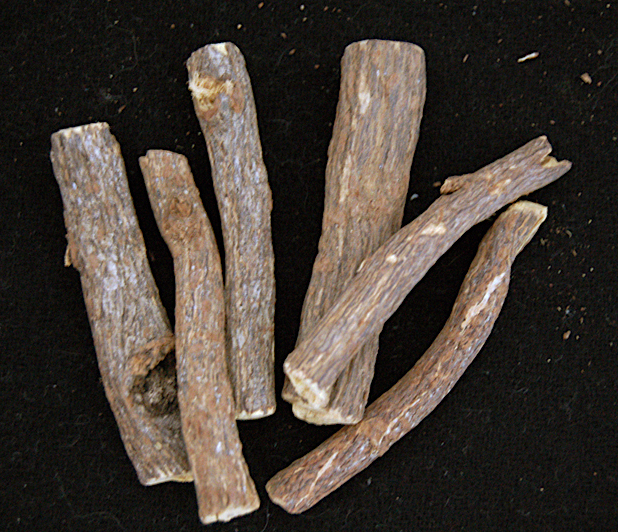
Pals de regalèssia. Fins fa no massa era habitual que els infants en consumissin comprada a pes en mercats o botigues de llaminadures. Els infants els mossegaven i succionaven fins que només quedava un pal esfilagarsat.

A més de preparats normalitzats de pega dolça, també s'utilitza l'arrel seca triturada per a fer decoccions, i macerada serveix per a fer una beguda alcohòlica de 45 graus. L'avantatge de l'arrel és que, un cop recollida i rentada adequadament, es pot guardar i es conserva perfectament.
Té valor com a edulcorant i s'utilitza també en la fabricació de productes del tabac per a millorar-ne el gust.

## Conreu
La planta es pot reproduir per les llavors o multiplicar per les arrels o rizomes. La sembra o plantació es pot fer a la tardor o a la primavera. Les llavors són de difícil germinació i cal estovar-les 24 hores en aigua per tal d'activar-les. Els rizomes plantats han de tenir almenys un borró. Una vegada nascuda la planta, es comporta com una planta invasora i no deixa créixer cap altra herba. Les arrels s'arranquen de la planta a la tardor del segon any.

## Galeria d'imatges

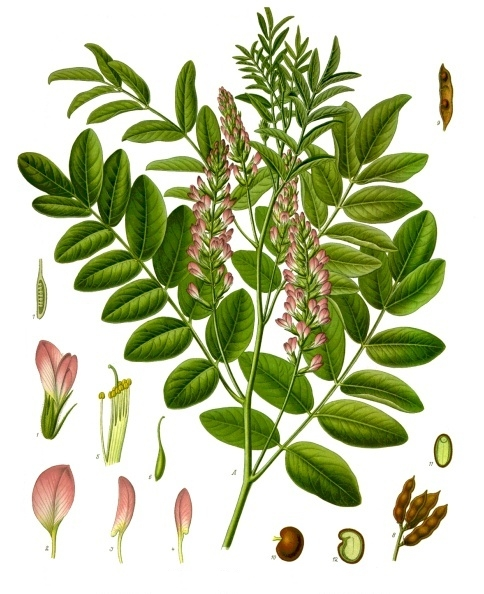
Il·lustració
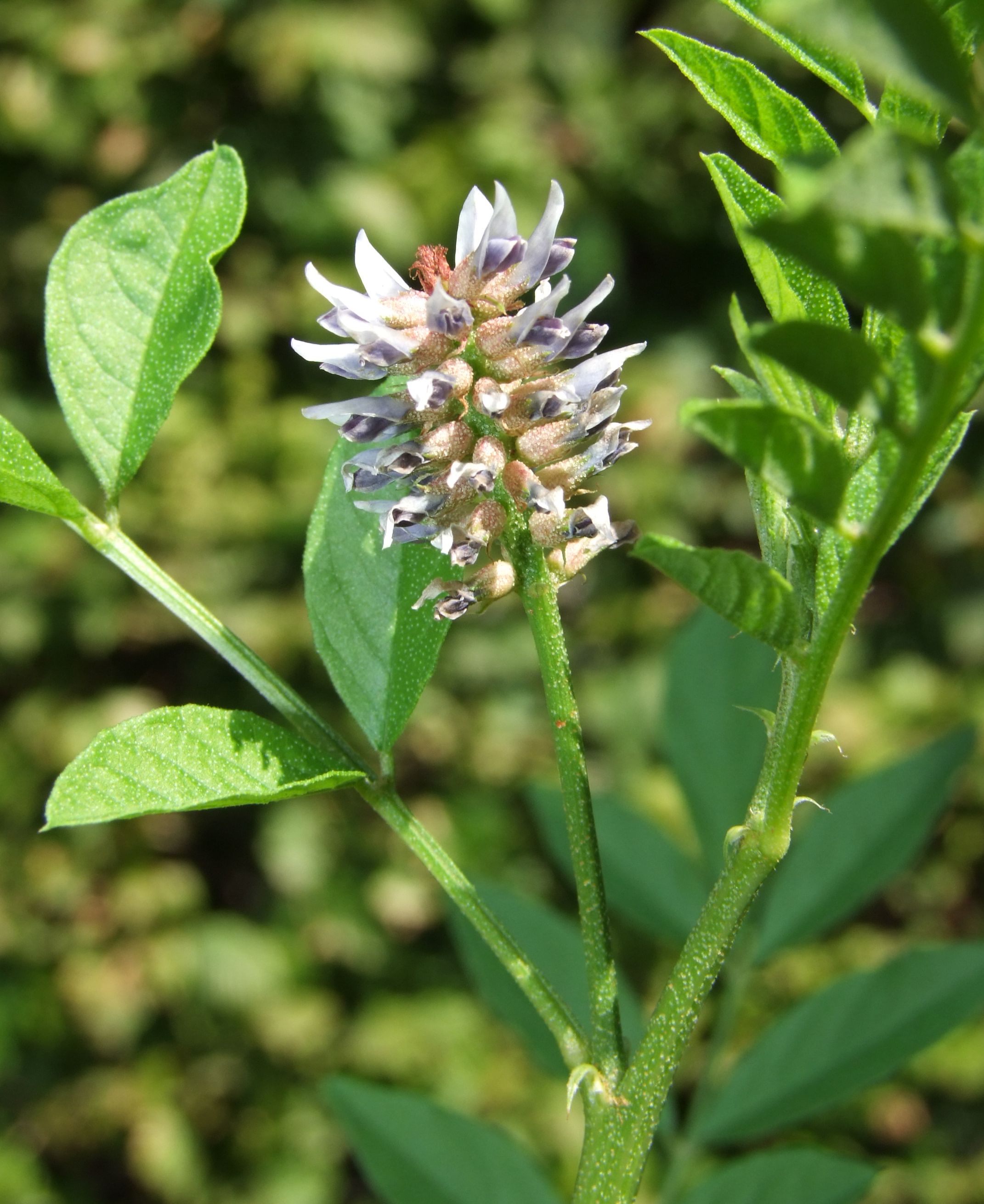
Inflorescència
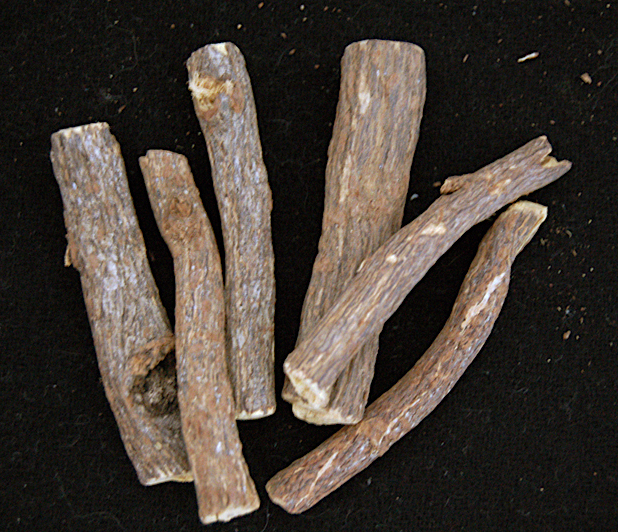
Arrels de regalèssia per a mastegar
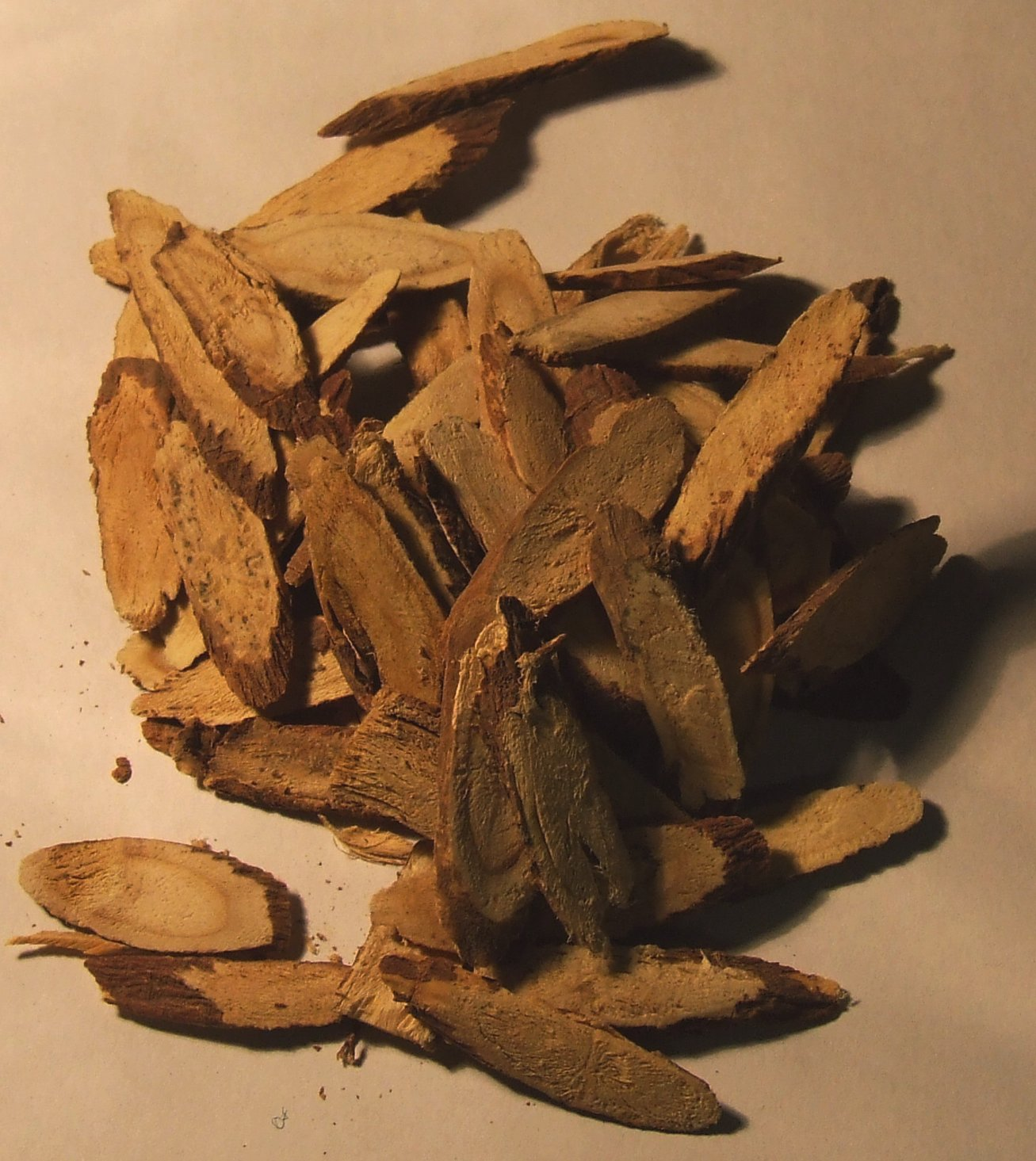
Làmines de fusta de regalèssia per a maceracions o infusions
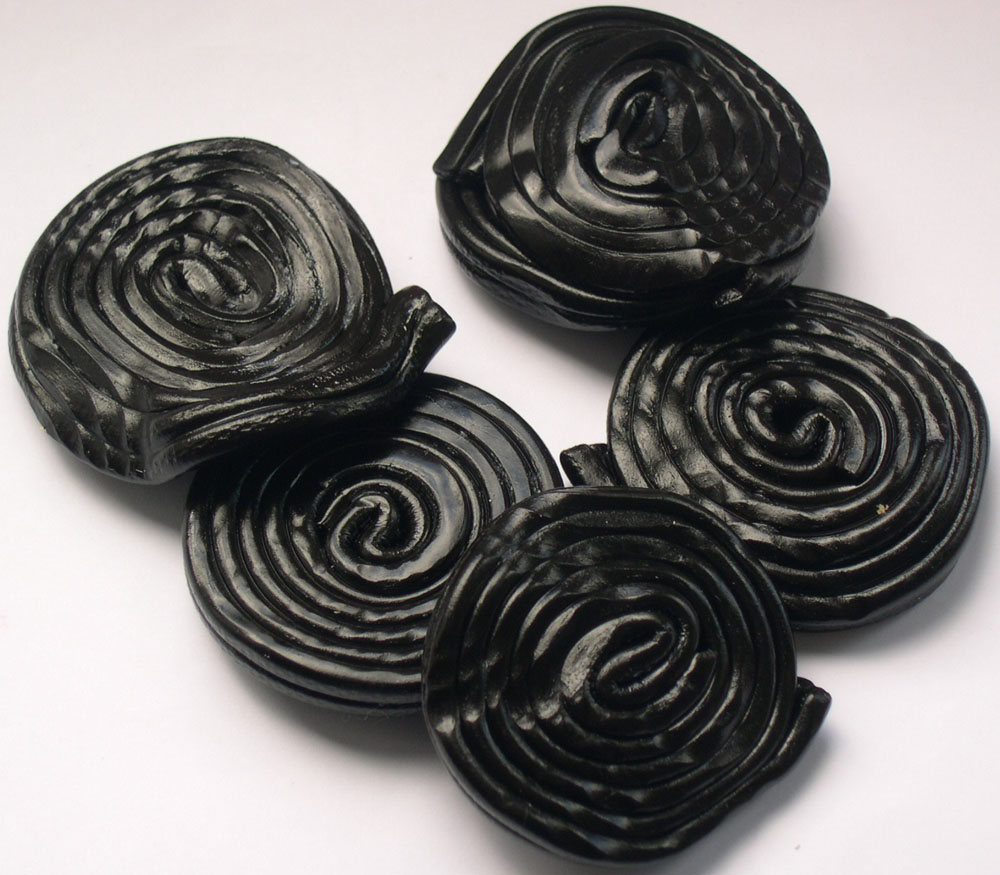
Llaminadures de pega dolça